# Théâtre municipal de Lappeenranta
Le théâtre municipal de Lappeenranta (finnois : Lappeenrannan kaupunginteatteri) est un théâtre situé au centre de la ville de Lappeenranta en Finlande.

## Architecture
Le complexe architectural regroupant le centre commercial IsoKristiina, le théâtre municipal situé au dernier étage, des restaurants et un hôtel a été conçu par le cabinet d'architectes Arkkitehtitoimisto ALA et le théâtre a été inauguré le 15 janvier 2016.
L'emplacement du théâtre dans le centre commercial est une solution unique qui est envisagée pour anticiper le changement structurel du monde du théâtre : les spectacles reviennent à leurs racines, la place du marché et le centre populaire. 
Le théâtre a été conçu par ALA Arkkitehdit Oy, qui s'est forgé une réputation de concepteur de bâtiments culturels tels que le théâtre et salle de concerts Kilden (en) de Kristiansand en Norvège. Le même cabinet a aussi conçu la Bibliothèque centrale d'Helsinki Oodi près de Töölönlahti.
Le théâtre compte deux scènes, un auditorium et une salle de répétition.
La grande salle compte au total 440 places ou 394 sièges si un orchestre est nécessaire pour la représentation. La grande scène est une scène ronde de 12 mètres de diamètre.
La petite scène compte 160 places, elle a ouvert en novembre 2015.

## Directeurs du théâtre
- Lauri Väärä (1971–1975)
- Kari Paukkunen (1980–1984)[3]
- Timo Närhinsalo (1985–1994)[3]
- Helena Anttonen (1995–2002)[3]
- Antti Majanlahti (2002–2007)[3]
- Jari Juutinen (2007–2015)[3]
- Timo Sokura (2015–2019)[4]
- Iiris Rannio (2019–2022)[5]
- Helka-Maria Kinnunen (2022–)